# 프레드 스톤

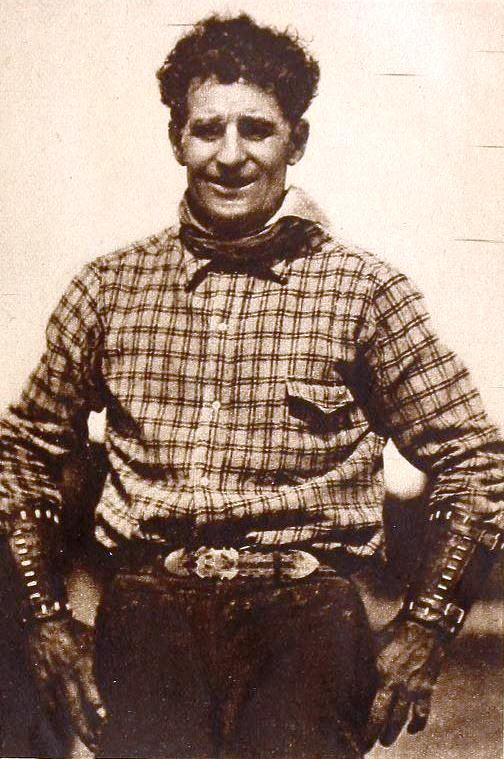

프레드 스톤(Fred Stone, 1873년 8월 19일 ~ 1959년 3월 6일)은 미국의 배우, 연극 배우이다.
롱먼트에서 태어났으며 노스할리우드에서 사망하였다. 포리스트 론 메모리얼 파크에 매장되었다.

## 영화
- 드라큐라 (1973년)
- 지킬 박사의 두 얼굴 (1960년)
- 서부의 사나이 (1940년)
- 트레일 오브 더 론섬 파인 (1936년)
- 엘리스 아담스 (1935년) - 버질 아담스 역